# 阮氏翠恒
阮氏翠恒（1997年11月19日—），越南女子足球运动员，司职前锋，目前效力于越南煤炭矿产女子足球俱乐部和越南国家女子足球队。她曾代表越南参加2023年国际足联女子世界杯。